# Klášter Pegau
Klášter Pegau (německy Kloster Sankt Jacob bei Pegau) je zaniklý benediktinský klášter zasvěcený svatému Jakubovi v Pegau. Byl založen roku 1091 Wiprechtem z Grojče, zetěm českého krále Vratislava II., který se vrátil z kajícné pouti do Santiaga de Compostela. K vysvěcení došlo roku 1096 a na výstavbu klášterních budov přispěl i Vratislav II. Sám Wiprecht se ke konci života uchýlil do ústraní v Pegau a roku 1124 zde zemřel a byl zde pochován. Jeho kenotaf vznikl na počátku 12. století a je pokládán za mistrovské dílo románského sochařství.
Na půdě kláštera byl sepsán také významný klášterní letopis s Wiprechtovým životopisem a nekrologium obsahující také zmínky o Přemyslovcích. Roku 1556 došlo k úplnému zániku kláštera.